# توماس گوردون رنی
توماس گوردون رنی (انگلیسی: Tom Rennie؛ ۳ ژانویه ۱۹۰۰ – ۲۴ مارس ۱۹۴۵) فرد نظامی اهل بریتانیا بود. وی همچنین برندهٔ جوایزی همچون نشان حمام و نشان امپراتوری بریتانیا شده‌است.